# Je vous emporte dans mon cœur (35 ans - 35 titres)
Albums de Gilles Servat
Sous le ciel de cuivre et d'eau
(2005) Ailes et îles
(2011)
Je vous emporte dans mon cœur (35 ans - 35 titres) est la troisième enregistrement public de Gilles Servat, paru en 2006 chez Coop Breizh. 
36 titres figurent sur cet album contrairement au titre de l’album qui en indique 35. Ils ont tous été réenregistrées au cours d'une dizaine de concerts donnés lors de l'été 2006.

## Titres de l'album
CD 1
1. Kalondour (Gilles Servat) - 4:30
2. Chantez la vie, l'amour et la mort (Gilles Servat) - 2:47
3. Liberté couleur des feuilles (Gilles Servat) 1:47
4. Yawankiz ma bro (Gilles Servat / Hervé Quefféléant / Pol Quefféléant) - 2:50
5. Eleanor (Gilles Servat / Carolan) - 4:23
6. Sur les quais de Dublin (Gilles Servat / Dónal Lunny) - 3:53
7. Comme Je Voudrai ! (Gilles Servat / Nicolas Quémener) - 2:23
8. Le Pays (Gilles Servat / Donal Lunny) - 3:54
9. Ar Brezoneg Co Ma Bro (Per Jakez Helias / Gilles Servat) - 1:59
10. Sur la Montagne De Brasparzh (Gilles Servat)   - 5:54
11. Il est des êtres beaux (Gilles Servat) - 3:49
12. Sous le Ciel De Cuivre Et d'Eau (Gilles Servat / Eoghan O'Neill) - 4:49
13. Yezhoù Bihan (Gilles Servat) - 2:57
14. Me 'Garje Bout (Anjela Duval / Gilles Servat)  - 2:27
15. La Maison d’Irlande (Gilles Servat) - 5:29
16. Men Du (Per Jakez Helias / Gilles Servat)  - 3:51
17. Tregont Vlé Zo (Gilles Servat)   - 4:04
18. Au Bord Du Lac Ponchartrain (Traditionnel / Gilles Servat) - 4:17
19. Histoires maternelles (Gilles Servat) - 3:58

CD 2
1. Je dors en Bretagne ce soir (Gilles Servat) - 4:08
2. Me zo ganet e kreiz ar mor (Yann-Ber Kalloc'h / Jef Le Penven)  - 4:04
3. Bleuenn (Traditionnel / Gilles Servat) - 3:30
4. Si Tu T'En Vas (Gilles Servat) - 4:05
5. Où Nous Entraine la haine (Gilles Servat) - 4:28
6. L'Île de Groix (Michelle Le Poder / Gilles Servat)  - 3:36
7. Dansez la Gavotenn (Gilles Servat) - 3:06
8. Le Général Des Binious (Gilles Servat) - 6:10
9. Maro Eo Ma Mestrez (Traditionnel) - 4:19
10. Demain (Gilles Servat) - 3:14
11. Madame La Colline (Gilles Servat) - 2:55
12. L’Hirondelle (Gilles Servat) - 3:31
13. La route de Kemper (Gilles Servat) - 5:54
14. Le Moulin de Guerande (Gilles  Servat) - 5 :57
15. Bugeleaj Nevez (Gilles Servat) - 3:57
16. La Blanche Hermine (Gilles Servat) - 4:24
17. Je Vous Emporte Dans Mon Cœur (Gilles Servat) - 6:45

## Musiciens
- Nicolas Quéméner,
- Bagad Roñsed-Mor de Locoal-Mendon,
- Triskell,
- Philippe Turbin,
- André Le Meut,
- Yannig Noguet,
- Patrick Boileau,
- Tangi Kergozien,
- Ensemble choral du Bout du Monde.